# 陳進 (畫家)
陳進（1907年11月2日—1998年3月27日），又名陳進子，常以陳氏進署名，日治時期台灣新竹廳牛埔（今新竹市香山區）人，為日本時代以及戰後台灣著名的畫家，也是第一位遠赴日本學畫的台灣女子。
赴東京女子美術學校日本畫師範科留學時，便以學期作品入選臺展東洋畫部。畢業回臺後多次入選臺展、府展，以及日本帝展、文展，擔任臺展東洋畫部審查員、省展評審委員，參與栴檀社、臺陽美術協會、青衿會、長流畫會等繪畫團體。出身士紳世家，因此被後世譽為「閨秀畫家的代表性人物」。筆調細膩，色彩柔和，對於人物衣飾、起居傢具多有精緻描繪，題材涵括美人、兒童、佛像、花卉（蘭花尤多）、風景等。

## 生平
陳進為陳雲如、陳蔣市夫婦三女，陳雲如曾任香山區長、庄長，捐出別墅「靜山居」設立香山公學校，1916年陳進亦在此啟蒙，1922年，陳進進入台灣公立台北女子高等普通學校（今台北市立中山女子高級中學）就讀，接受美術教師鄉原古統於繪畫上的啟蒙，鄉原古統亦向陳雲如建議送陳進赴日接受完整繪畫訓練。

### 赴日留學及參與臺展
1925年，高女畢業後考取東京的女子美術學校日本畫師範科，師事結城素明、遠藤教三等人。隨後於1927年以〈姿〉、〈（罌粟花）〉、〈朝〉三幅作品入選台灣美術展覽會東洋畫部，與林玉山、郭雪湖兩位台灣畫家合稱「台展三少年」，其餘入選者皆為日籍畫家。此第一屆臺展於台北樺山小學校舉行。落選的台籍畫家在臺灣日日新報社三樓舉辦「落選展」。
1928年，〈野分（秋大風）〉獲第二屆臺展特選；〈蜜柑〉入選。結識擔任審查員的日本南畫家松林桂月，透過他的介紹，後投入日本市井風俗美人畫家鏑木清方門下，受其弟子指導，如以美人畫出名的伊東深水，以美人畫、舞踊題材出名的山川秀峰。
1929年，女子美術學校畢業後，陳進得到任高等學校教師的資格。10月作品〈秋聲〉獲第三屆臺展特選、無鑑查；〈（庭園暮色）〉 獲無鑑查。此後幾乎每年皆有作品參展，成為臺展、府展常客。1930年2月，陳進與村澤節子、大岡春濤、蔡品、 林玉山、木下靜涯、 村上無羅、宮田彌太郎、那須雅城、野間口墨華、國島水馬、鄉原古統、 郭雪湖等人組成東洋畫研究團體「栴檀社」，於台北神島裱具店展出會員平日的創作，以互相觀摩研究。作品〈（青春）〉獲第四屆臺展特選、無鑑查；〈（當時）〉獲無鑑查。因從第二屆臺展以來連續三次獲得特選，列為免審查畫家。 
1932年，陳進與廖繼春（西洋畫部）擔任第六回臺展審查委員，參展作品〈芝蘭之香〉無鑑查（今原作佚失，只留精緻小幅草稿）。此為臺展聘有台藉審查員之始（日治時期曾擔任台展評審之台藉畫家僅有陳進、廖繼春、顏水龍。陳進自1932至1934年共任三屆臺展審查委員）。松林桂月再度來台，拜訪陳進在新竹的故居靜山居。
1933年，與廖繼春（西洋畫部）擔任第七回臺展審查委員，參展作品為〈含笑花〉 ，1934年9月3日-10月3日，入選日本美術院第二十一回展。10月，以大姐陳新為模特兒所繪製的〈合奏〉入選日本第十五回帝國美術展覽會，獲照憲皇太后頒石硯一方，成為第一位入選帝展的台灣東洋畫家。一同入選第十五回帝展的有廖繼春〈（兩個小孩）〉、陳澄波〈西湖春色〉、李石樵〈（畫室內）〉、鮫島台器，以及同為鏑木清方門下弟子的前輩榎木千花俊作品〈庭〉 。同月，與顏水龍（西洋畫部）、廖繼春（西洋畫部）擔任第八回臺展審查委員，參展作品〈野邊（野地）〉。1934年11月12日，臺陽美術協會成立大會於鐵道旅館舉行（陳進為1940年第6屆加入之會員。 ）

### 往返台日及任教
1934年11月20日至1937年，陳進返台並任教於高雄州立屏東高等女子學校（今國立屏東女子高級中學），是首位台籍女性高女教師。受時任校長大森丈之助禮遇，每年度一學期擔任屏東高女教員，於山地門排灣族部落寫生，成為原住民生活題材作品的繪畫溫床。如1936年入選日本文部省美展的〈（山地門社之女）〉（由東京目黑雅敘園創設者細川力藏收藏，今藏於福岡亞洲美術館）、1938第一回府展無鑑查作品〈杵唄 （杵歌）〉、1939第二回府展推選作品〈桑之實（桑果）〉、1950年代以水墨創作的〈山中人物〉等。
1935年，第九回臺展參展作品為〈（手風琴）〉；完成亦以大姐陳新為模特兒的〈化妝〉，和入選第十五屆帝展的〈合奏〉同為家居題材。日常家居系列的表現亦可見〈香蘭〉（1940）、〈或日〉（1942）、〈洞房〉（1955）等。1936年2月25日-3月25日，以〈化妝〉入選日本春季帝展。一同入選的有李石樵〈楊肇嘉家族像〉。借日本都立美術館對面德川家康的家寺場地繪製〈（山地門社之女）〉。鄉原古統返日，「栴檀社」活動也告一段落。
1937年10月，陳進以〈（山地門社之女）〉，與石川欽一郎的〈河畔〉、 廖繼春〈窓際（窗邊）〉入選新文展。隨後於1938年定居日本東京涉谷。並以作品〈杵唄（杵歌）〉（1932）參加第一回府展。1939年，〈桑之實（桑果）〉參展第二回府展。〈姊妹〉參加日本青衿會第一回展覽會（青衿會為1939年12月由 伊東深水、山川秀峰門下弟子組成，宗旨為推展「新人物畫」）。
1940年，臺陽美術協會新設東洋畫部，陳進與郭雪湖、林玉山、呂鐵州、陳敬輝、村上無羅加入，隔年以〈早春郊外〉參展第七屆台陽美展。7月25-27日，陳進參加日華親善美展於廈門貿易館。10月16日至11月20日，〈（台灣之花）〉入選日本第四屆新文展。其他入選包括：陳永森〈鹿苑路〉、 石川欽一郎〈奧信濃路〉、 小早川篤四郎〈秦淮涼風〉、 楢原益太、 西尾善積、 別府貫一郎、 佐伯久〈松林小徑〉、 富田民治、陳夏雨〈裸婦立像〉、鮫島台器〈閑居〉。 11月，〈散步〉入選第四回府展。作品〈或日〉參加青衿會第三回展覽會，畫中女子正閱讀1941年12月26日的《朝日新聞》頭條，即前一天日軍佔領香港的新聞。
1942年10月，〈香蘭〉入選日本第五屆新文展。〈蕪〉參加青衿會第四回展覽。1943年5月5日，台灣美術奉公會成立，陳進擔任理事之一。10月16日至11月4日，陳進〈更衣〉 參展第六回新文展。

### 戰後
1945年，陳進返台。台陽美展於1945-1947年因戰事停辦三次，隨後於1946年與蕭振瓊結褵擔任第一屆台灣省全省美術展覽會審查委員。1950年生下長子，取名「成家」，作〈嬰兒〉一畫。1955年，以〈洞房〉入選日本第十屆全國美展。
1958年，首次於中山堂舉辦個展，計62件作品。展後因胃疾開刀住院。1960年，陳進首度赴美，1967年，完成台北法光寺委託繪製的〈釋迦行誼圖〉系列十幅，存於大雄寶殿四壁：〈釋迦佛誕生〉、〈周行七步〉、〈釋尊幼年時〉、〈釋尊少年時〉、〈悉達多太子離城〉、〈太子修習苦行〉、〈最初說法〉、〈佛陀為其授沙彌十戒〉、〈佛陀教化農夫〉、〈佛陀八大涅槃〉。（四、五、六幅於1999年失竊 ）1968年8月，與先生再度訪美，長達三個月走訪，包括：西雅圖、芝加哥、紐約等美國等地。
1971年11月，陳進發起組織長流畫會，並在1972年5月，與許深州、黃鷗波、林之助、林玉山、陳慧坤等人於省立博物館舉行首展。1977年，再度於龍門畫廊與其他畫家舉辦膠彩畫聯展。

### 晚年
1986年6月，台北市立美術館舉辦「當代名家展 陳進八十回顧展」（6/28~9/24），陳進則展出八十件作品。1987年，與林玉山、郭雪湖在東之畫廊舉行「台展三少年特展」。1989年6月，應國立歷史博物館邀請，陳進與林玉山、陳慧坤舉辦三人聯展。1996年，獲頒「行政院文化獎」，為此獎成立以來的第一位女性藝術家。
1997年，捐出「行政院文化獎」獎金60萬元及個人積蓄40萬元，合計100萬元為獎學基金，設立「陳進藝術文化獎」，以基金孳息所得每年發放獎助學金，鼓勵膠彩畫創作。
1998年3月27日中午12時15分，陳進病逝於台大醫院，享耆壽九十一歲。

## 作品

### 日本時代
- 〈姿〉（1927）、〈罌粟〉（1927）及〈朝〉（1927）入選第一回臺灣美術展覽會。
- 〈野分〉獲第二回臺展東洋畫特選。
- 第三回臺展入選〈秋聲〉（1929）（特選，無鑑查）、〈庭園暮色〉（1929）（無鑑查）
- 第四回臺展入選〈若日〉（1930）（特選，無鑑查）、〈其〉（1930）（無鑑查）
- 第五回臺展入選〈（逝春）〉（1931）（無鑑查）
- 第六回臺展入選〈芝蘭之香〉（1932）（無鑑查）
- 〈杵歌〉（1932，參加1938年第一回府展。）、
- 第七回臺展作品〈含笑花〉（1933）
- 第八回臺展作品〈野邊（野地）〉（1934）；〈合奏〉（1934，入選帝國美術展覽會，為第一位入選的台灣女畫家）。
- 第九回臺展作品〈（手風琴）〉（1935）[13]；〈悠閒〉（1935）、〈化粧〉（1935，入選日本春季帝展）。
- 第十回臺展作品〈樂譜〉（1936）
- 〈山地門社之女〉（1936，入選文部省美術展覽會。147.7 x 199.1 cm，絹本、膠彩，福岡亞洲美術館典藏。[14]）
- 〈洋蘭〉（1937）
- 第一回府展作品〈杵唄 （杵歌）〉（1938）（無鑑查）
- 第二回府展推選作品〈桑之實（桑果）〉（1939）
- 〈香蘭〉（1940，第五屆文部省美術展覽會展出。）
- 第四回府展作品〈散步〉（1941）

### 戰後台灣
- 〈婦女圖〉（1945）、〈持花少女〉（1947）、〈小男孩〉（1954）、〈洞房〉（1955）
- 〈採果〉（1961）、〈思〉（1965）、〈春秋閣〉（1965）、〈釋迦行誼圖〉系列（1965－1967，共十張）、〈香蘭〉（1968）[]
- 〈國香〉（1971）、〈王者香〉（1971）、〈月下美人〉（1971）、〈鳳仙花〉（1973）
- 〈聖安東尼遊河〉（1980）、〈母愛〉（1984）

## 展覽歷程
- 1958年：首次個展，於中山堂舉辦。
- 1977年2月：膠彩畫聯展，龍門畫廊。
- 1981年：行政院文化建設委員會「臺灣地區美術發展回顧展 」，國泰美術館。
- 1986年：阿波羅畫廊八週年特展－十月花香畫展，阿波羅畫廊。
- 1986年：「當代名家展 陳進八十回顧展」，台北市立美術館。
- 1987年：「三少年特展」，東之畫廊。
- 1987年：「膠彩畫大展」，阿波羅畫廊。
- 1987年11月：「三少年特展」，東之畫廊。
- 1989年：陳進、林玉山、陳慧坤三人聯展，國立歷史博物館。
- 1990年：「陳進膠彩畫作品特展，東之畫廊。
- 1993年：「台展三少年聯展」，東之畫廊。
- 1996年：「陳進九十回顧展」，國立歷史博物館。
- 2003年：「悠閒靜思—陳進仕女之美」，國立歷史博物館。展出作品32件。
- 2006年：「陳進百歲紀念展 – 赴日巡迴前展」，台北市立美術館。
- 2006年：「麗島名畫家 – 陳進百歲紀念展」，東京澀谷區立松濤美術館、兵庫縣立美術館、福岡亞洲美術館（日语：福岡アジア美術館），日本。
- 2012年8月：「陳進藝術文化獎歷屆得主聯展」，國立歷史博物館。邀請到12位得獎者共同展出35幅作品與陳進的6幅作品聯展[15]。
- 2015年5月：「台灣製造．製造台灣：臺北市立美術館典藏展」，台北市立美術館。首次展出1934年第八回台展入選的作品〈野邊〉。
- 2015年8月：「畫粧摩登──陳進特展」，國立歷史博物館。展出畫具與93件作品。
- 2020年4月：「台展三少年 林玉山、陳進、郭雪湖 聯展」，長流美術館臺北館。
- 2020年：台北國際藝術博覽會，阿波羅畫廊展位。
- 2020年10月：「不朽的青春」，北師美術館。展出〈山中人物〉。
- 2020年11月：「經典再現─臺府展現存作品特展」，國立臺灣美術館。
- 2021年：「海外存珍」順天美術館藏品歸鄉展，國立臺灣美術館。
- 2021年10月：「金契蘭結—中日書畫文化交流展」，華岡博物館。展出歷史博物館藏〈春蘭〉。

### 省展經歷
- 國畫部審查委員：1、2、3、4、5、6、7、8、9、10、11、12、13、14、15、16、17屆；評議委員：29、30、31、32、33、34、44屆。
- 國畫二部審查委員：18、19、20、21、22、23、24、25、26、27屆；評議委員：35、36屆。
- 膠彩畫部評議委員：37、38、39、40、41、42、43、45、46屆；顧問：47、48、49、50、51、52屆。[16]

## 影視作品
- 2016年 電視劇《紫色大稻埕》，由張靜之飾演。

## 相關紀念
2022年11月2日，Google塗鴉發布紀念陳進115歲冥誕的插畫，在台灣瀏覽的Google首頁上可見到此作品。

## 相關論著

### 書籍
- 韓秀蓉編，《當代名家展 陳進八十回顧展》，台北：台北市立美術館，1986。
- 田麗卿，《閨秀，時代．陳進》，台北市：雄獅圖書股份有限公司，1993。
- 顏娟英，《台灣近代美術大事年表》，台北市：雄獅圖書股份有限公司，1998。
- 江文瑜，《山地門之女：臺灣第一位女畫家陳進和她的女弟子》，台北市：聯合文學，2001。
- 林育淳主編，《陳進百歲紀念展：赴日巡迴前展》，台北市：台北市立美術館2003。
- 國立歷史博物館編輯委員會編輯；高玉珍主編；謝世英、王慧珍執編，《畫粧摩登—陳進作品集》，台北市：史博館，2015。
- 國立歷史博物館編輯委員會編輯；戈思明主編；高以璇、周妙齡、鄭婷婷執編，《歷史文物月刊》卷25第9期.No.266（2015.09）

## 外部連結
- 臺灣女人---陳進 （页面存档备份，存于）
- 陳進畫作窺見流行1930 - 國立臺灣歷史博物館 （页面存档备份，存于）
- 陳進﹝1907 ~ 1998﹞ - 視覺素養學習網 （页面存档备份，存于）
- 斯土斯民-臺灣的故事---陳進 （页面存档备份，存于）